# Machia

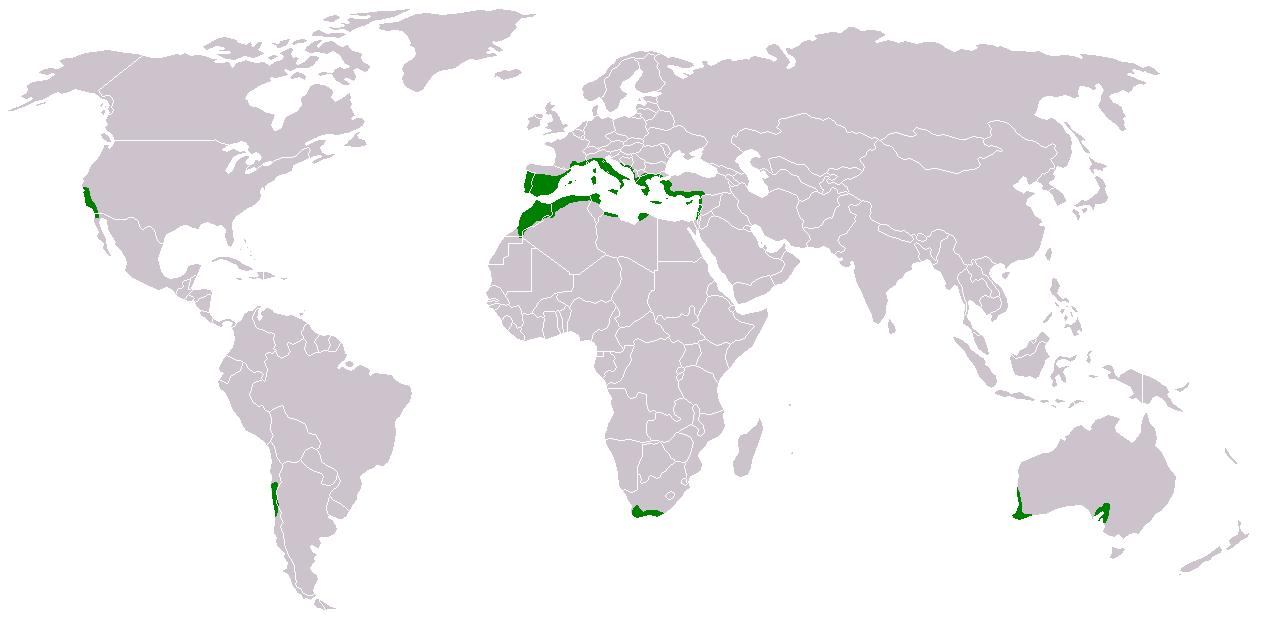
Ţinuturile unde se întâlneşte machia

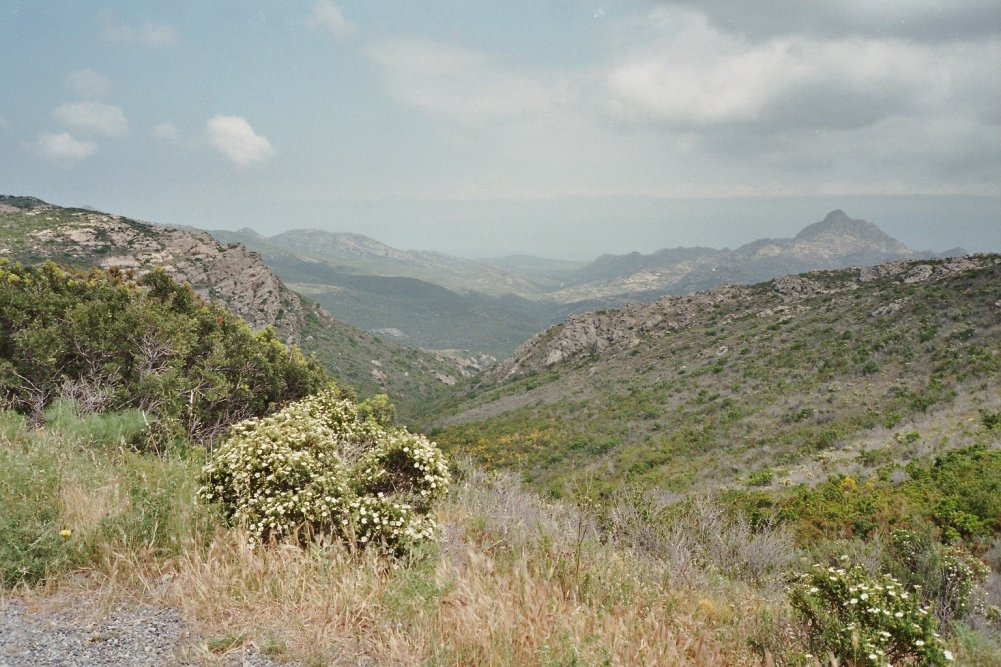
Machia joasă în Corsica.

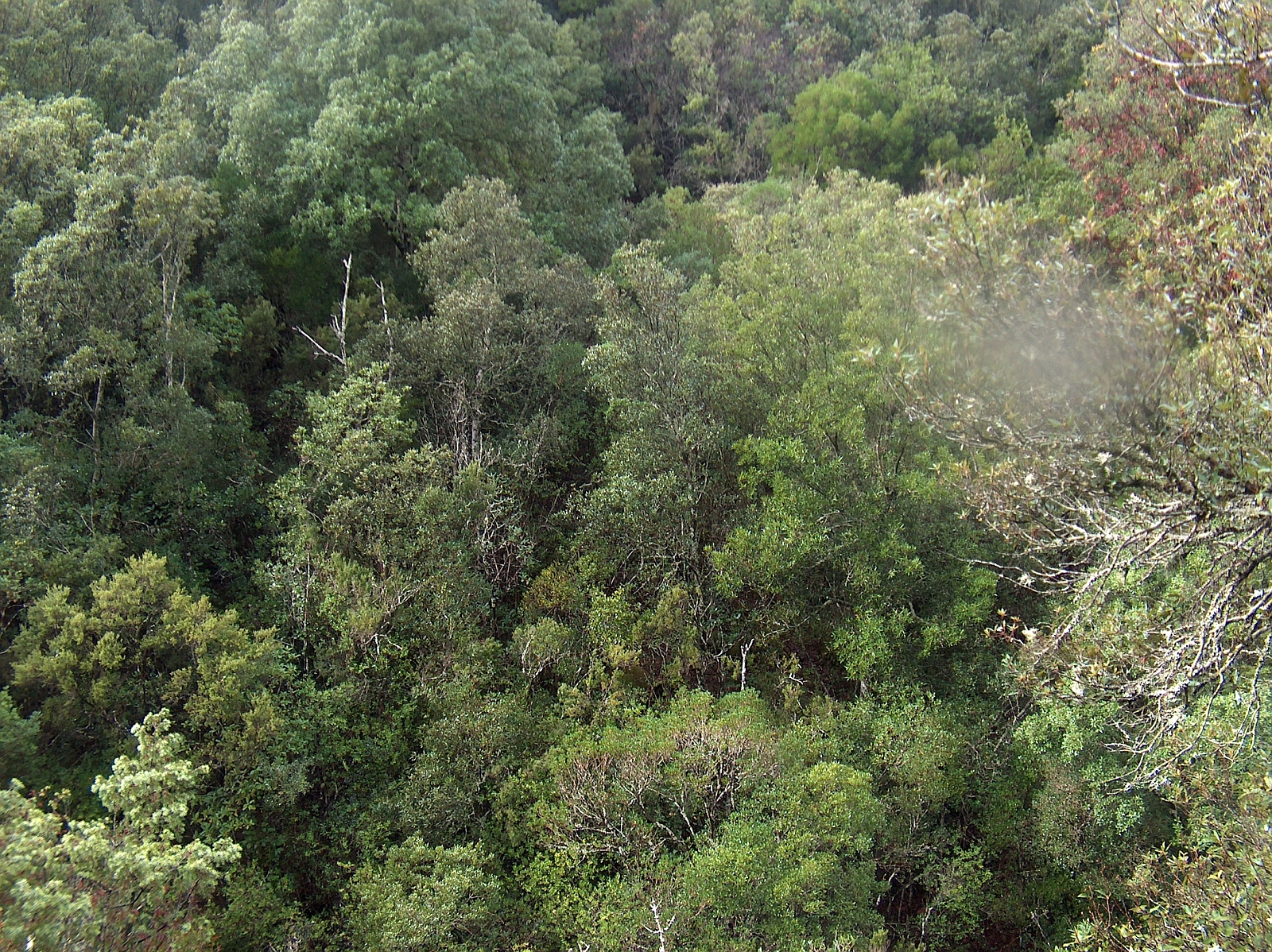
Machia înaltă în Sardinia.

Machia, numită și maquis, macchia,"garriga" sau machi, este o asociație vegetală formată din tufărișuri xerofile sempervirescente (veșnic verzi) dense, greu de străbătut, cu înălțimea de 6—11 m, dezvoltate în climatul uscat mediteranean. Machia se întinde pe tot țărmul nordic al Mediteranei -  pe dealuri de până la 400—600 m altitudine, formate din roci și soluri silicioase, pe litoralul occidental al Italiei, sudul Portugaliei, Grecia, în insulele Corsica, Sardinia și Sicilia. În Corsica ocupă 20% din suprafața insulei. Ea s-a format prin defrișări succesive și pășunat excesiv, ceea ce a făcut imposibilă reinstalarea arborilor. Nu este altceva decât o pădure degradată situată pe soluri bogate în siliciu. După descrierea făcută de  H.  Gaussen (1954) se prezintă ca "o formație de arbuști și tufișuri care nu lasă să se vadă solul între ei și așa de strânși unii de alții că nu te lasă să treci nici cu piciorul". Plante caracteristice machiei sunt: roșcovul (Ceratonia siliqua), palmierul pitic (Chamaerops humilis), mirtul (Myrtus communis), măslinul sălbatic (Olea europaea), fisticul (Pistacia vera)  etc. printre care apare răzleț uneori stejarul de stâncă (Quercus ilex), arbusierul (Arbutus unedo), erica arborescentă (Erica arborea). Frunzele plantelor sunt dure și mate, ceea ce le permite să reziste în zilele de vară extrem de aride și în cele mai friguroase din timpul sezonului rece ce caracterizează climatul în care se dezvoltă machia.

## Etimologie
Termenul derivă de la cuvântul italian macchia = tufiș, desiș, mărăciniș, hățiș, sau cuvântul francez maquis  = desiș, hățiș, mărăciniș, tufiș, mărăciniș în ținuturile mediteraneene.